# Dirk Van Gossum
Dirk Van Gossum, né le 19 juin 1962, est un triathlète professionnel belge, vainqueur sur triathlon Ironman.

## Palmarès
Le tableau présente les résultats les plus significatifs (podium) obtenus sur le circuit national et international de triathlon depuis 1993,.
| Année | Compétition                                        | Pays     | Position           | Temps           |
| ----- | -------------------------------------------------- | -------- | ------------------ | --------------- |
| 2002  | Championnats de Belgique moyenne distance          | Belgique | Médaille d'or      | Timing          |
| 2002  | Ironman Lanzarote                                  | Espagne  | Médaille de bronze | 9 h 0 min 3 s   |
| 2000  | Championnats de Belgique longue distance           | Belgique | Médaille d'or      | 8 h 4 min 35 s  |
| 2000  | Ironman Lanzarote                                  | Espagne  | Médaille d'or      | 8 h 47 min 10 s |
| 1999  | Championnats de Belgique longue distance           | Belgique | Médaille d'or      | 8 h 31 min 12 s |
| 1997  | Championnats de Belgique longue distance           | Belgique | Médaille d'or      | 8 h 35 min 12 s |
| 1997  | Championnats de Belgique moyenne distance          | Belgique | Médaille d'or      | Timing          |
| 1997  | Ironman Suisse                                     | Suisse   | Médaille de bronze | 8 h 42 min 24 s |
| 1996  | Championnats de Belgique longue distance           | Belgique | Médaille d'or      | 8 h 41 min 5 s  |
| 1995  | Championnats d'Europe de triathlon longue distance | France   | Médaille d'argent  | 8 h 9 min 48 s  |
| 1993  | Championnats de Belgique longue distance           | Belgique | Médaille d'or      | 8 h 48 min 54 s |
| 1993  | Championnats de Belgique moyenne distance          | Belgique | Médaille d'or      | Timing          |